# Cvrčovice (Boemia centrale)
Cvrčovice è un comune della Repubblica Ceca facente parte del distretto di Kladno, in Boemia Centrale.